# Pillage de Kiev (1169)
 (avril 2022).
 (avril 2022).
Prise et mise à sac de Kiev est le résultat d'une campagne militaire de 1169, lors d'une période d'intabilité accompagnant la désintégration de la Rus' de Kiev en apanages autonomes. Une coalition de 11 princes, réunie par le prince de Vladimir et Souzdal André Bogolioubski et dirigée par son fils Mstislav Andreïevitch s'oppose aux princes de Volhynie Mstislav Iziaslavitch. Cette lutte pour le pouvoir entre deux branches de descendants de Vladimir II Monomaque est interprétée par certains historiens comme la première guerre entre Ukrainiens et Moscovites. C'est la première fois que la ville des grands-princes est mise à sac par des Riourikides.

## Contexte

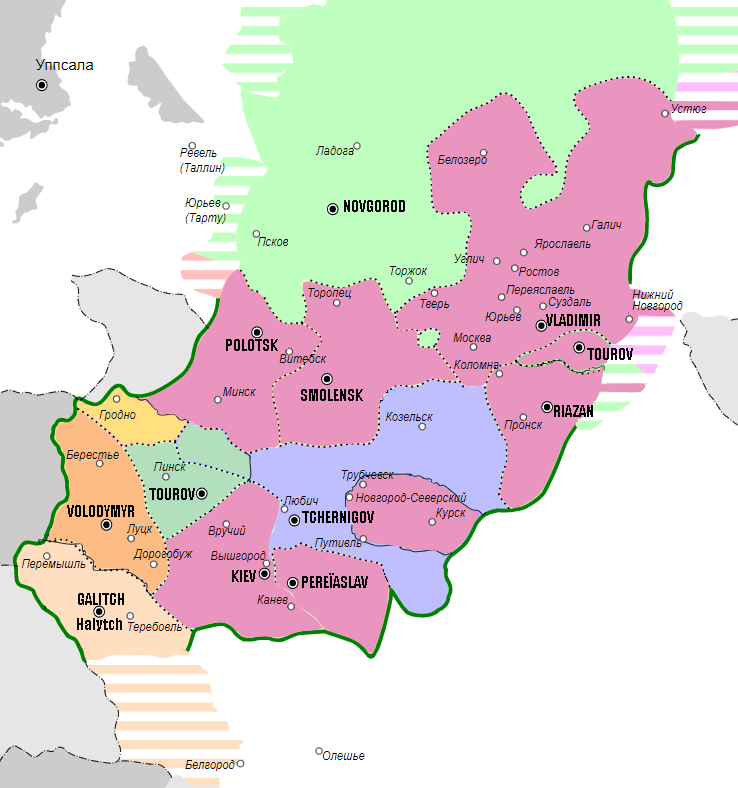
Principautés belligérantes à Kiev en 1169 (en violet).

Après la mort du prince de Kiev, Mstislav le Grand (fils de Vladimir II Monomaque), en 1132, le processus de désintégration de la Rus' de Kiev s'accélère considérablement et la lutte pour le pouvoir entre les différents descendants de Iaroslav le Sage s'intensifie.
Quiconque contrôle Kiev se pare du prestigieux titre de « grand prince de Kiev », et peut prétendre à la primauté dans la dynastie riourikide.
Les principales églises et monastères se trouvaient à Kiev, la ville restait, sinon un centre politique, du moins un centre culturel et religieux incontestable de toute la Rus'. Même avec la réduction de son influence, la région de Kiev et des terres environnantes est restée l'une des plus développées et les plus densément peuplées de l'État. Après la mort de Iouri Dolgorouki en 1157, les boyards locaux invitèrent un représentant des descendants d'Oleg Sviatoslavitch de Tchernigov, Iziaslav Davidovitch, au trône des grands princes à Kiev. Cependant, son règne fut de courte durée : en 1161, le prince Iziaslav meurt à Belgorod dans une bataille contre son cousin Mstislav Iziaslavitch.
Après la mort d'Iziaslav Davidovitch, Rostislav Mstislavitch (qui avait auparavant régné sur Smolensk pendant 32 ans et était le fondateur de la dynastie des princes de Smolensk), prit le trône des grands princes. Il réussit à organiser plusieurs campagnes réussies contre les nomades.
Le grand-prince calme pour un temps les querelles entre les princes. Il réussit à restaurer le prestige du gouvernement du Grand Prince et à étendre son influence à une grande partie des terres de Riourik. Le fait qu'il y soit parvenu sans recourir à la force des armes est un fait remarquable. Il est entré dans l'histoire de l'ancien État de Kiev comme l'un de ses souverains les plus pacifiques.
Après la mort de Rostislav, les querelles princières reprennent. D'après leur position d'ancienneté familiale, Vladimir Mstislavitch, Sviatoslav Vsevoloditch et André Bogolioubski pouvaient prétendre au trône de Kiev. Cependant, les boyards de Kiev invitèrent Mstislav Iziaslavitch, prince de Volhynie, à régner. Il était célèbre pour avoir vaincu les khans polovtsiens, et pour aider activement son oncle Rostislav à gouverner à Kiev (comme co-dirigeant). Par conséquent, après avoir obtenu le soutien de Iaroslav de Galicie et mobilisé une petite équipe, Mstislav Iziaslavitch prit facilement la ville.
La plus grande réussite de Mstislav Iziaslavitch au trône des grands princes fut sans doute le succès de la lutte contre les Polovtsiens. En 1168, le prince de Kiev dirigea une expédition anti-polovtsienne à laquelle treize princes participèrent. Mstislav II rassembla entre autres les princes de Tchernihiv, Volhynie, Kiev, Pereiaslav, et vainquit les nomades polovtsiens, assurant la sécurité des routes commerciales et faisant de riches prises.
Pendant ce temps, l'union anti-Kiev des princes de Vladimir-Souzdal avec les Polovtsiens se forma dans les terres orientales de la Rus'. À la fin de l'année 1168, 12 princes, ainsi que leurs alliés polovtsiens, étaient prêts à s'opposer au prince de Kiev. C'est à cette époque que la formation d'un nouveau groupe ethnique[réf. nécessaire] avec son propre système politique et social distinct débuta en Zalessié. Parmi ses représentants se trouvait le petit-fils de Vladimir II Monomaque, le fils de Iouri Dolgorouki et d'une princesse polovtsienne - André Bogolioubski. Selon Vassili Klioutchevski, il était « un vrai prince du nord, un vrai homme de Souzdal de Zalessié dans ses habitudes, ses concepts et dans son éducation politique. »
En 1169, André Bogolioubski rassembla une grande armée, comprenant les princes de Mourom, Smolensk, Polotsk, Tchernihiv et Dorogobouj, et marcha sur Kiev. "Toute une nuée de princes de la Rus' se déplaçait pour détruire Kiev à la gloire de son rival du nord", écrit Mykhaïlo Hrouchevsky. L'assaut ne fut pas couronné de succès, mais les forces de Mstislav étaient réduites, car il avait envoyé des troupes aider son fils à Novgorod juste avant l'attaque. Sur les conseils de sa femme, qui se trouvait à Kiev, le Grand Prince s'enfuit de la ville et se rendit en Volhynie pour chercher de l'aide.

## Le déroulement du siège et de l'assaut

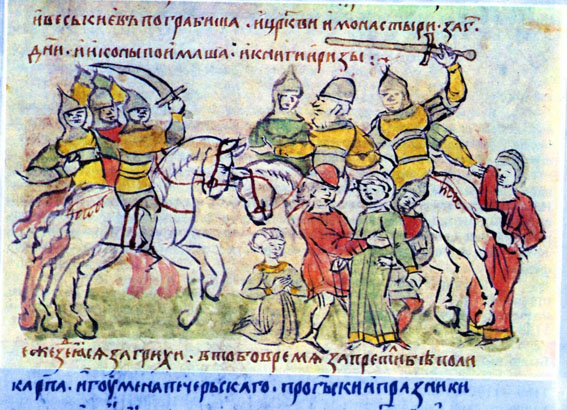
Prise de Kiev, miniature du XVe siècle.

Après un long siège, les défenseurs de la ville se rendirent le 8 mars 1169. Selon l'ancienne tradition et les règles non écrites de la Rus', les habitants de Kiev croyaient que le nouveau prince venait régner sur la capitale, ils décidèrent donc de s'en remettre à la miséricorde des vainqueurs.
La « miséricorde » s'est avérée impitoyable puisque Kiev a subi une dévastation sans précédent pendant deux jours, ni les femmes ni les enfants n'ont été épargnés. Les propriétés et les quartiers résidentiels ont été pillés, un grand nombre d'églises et de monastères ont été brûlés. Non seulement les biens privés ont été emportés de Kiev, mais aussi les icônes, les chasubles et les cloches. La Sainte Icône de la Mère de Dieu a également été volée - elle sera plus tard appelée "Icône de Vladimir de la Sainte Vierge Marie" et deviendra le plus grand sanctuaire de l'Empire russe. Pour la première fois depuis des siècles, la « mère des villes de Rus » a été aussi impitoyablement détruite. Kiev n'avait encore jamais subi une telle destruction, même de la part des Polovtsiens.
Selon Lev Goumilev, le sac de Kiev témoigna de la perte du sentiment d'unité ethnique et étatique avec la Rus' parmi la population de la Rus' orientale. En 1169, après avoir capturé Kiev, Andreï donna la ville à ses soldats pour trois jours de pillage et de saccage. Il était jusqu’à lors toléré de traiter les villes de cette manière uniquement lorsqu'il s'agissait de colonies étrangères. Une telle pratique ne s'est jamais répandue dans les villes de la Rus', quelles que soient les circonstances à cette époque. L'ordre d'André Bogolioubski montra, du point de vue de Lev Goumilev, que pour lui et son armée (c'est-à-dire les soldats de Souzdal, Tchernihiv et Smolensk) Kiev était aussi étrangère que n'importe quel château allemand ou polonais.
Après cela, André Bogolioubski plaça son jeune frère Gleb Iourievitch, prince de Pereiaslav, sur le trône de Kiev.

## Nouvelle attaque sur la Rus'

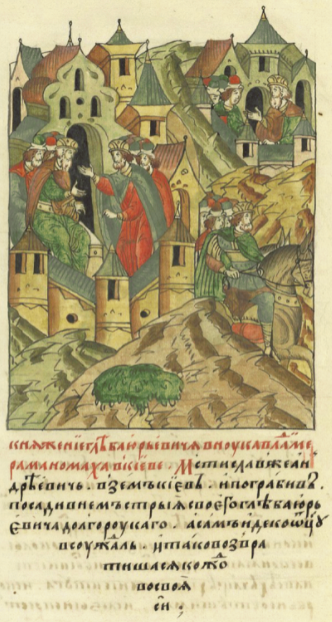
Mstislav Andreïevitch installe Gleb Iourievitch sur le trône princier de Kiev.

L'hypothèse, selon laquelle André Bogolioubski créa un nouvel État à l'est sans revendiquer le trône de Kiev, est étayée par le fait qu'il n'est pas resté au pouvoir à Kiev après sa conquête. L'historien russe Klioutchevski a qualifié le prince de Souzdal André Bogolioubski de premier prince des futurs Moscovites : « Avec André Bogolioubski, le grand-russe (le Russe) est entré dans l'arène historique », ce que confirment les chroniques[Lesquelles ?] : elles appellent le prince de Galicie-Volhynie Roman Mstislavitch "l'autocrate de toute la Rus'", tandis qu'Andreï Bogolioubski est appelé "l'autocrate de tout le pays de Souzdal".
En 1170, Bogolioubski envoya des troupes sous la direction de son fils Roman au deuxième avant-poste de la Rus - Novgorod. La raison formelle était le différend sur le "droit de Dvina", que Novgorod recevait des pays finno-ougriens, et qu'à partir de 1169 Dvina commença à payer à Suzdal. Le 22 février 1170, une armée unie de Suzdal, Murom, Polotsk, Pereyaslav et autres encercla la ville. Cependant, Novgorod persévéra. André Bogolioubski appliqua alors un blocus économique contre Novgorod, et six mois plus tard, le peuple de Novgorod demande la paix et le prince sur le trône.
Pendant ce temps, Mstislav, ayant rassemblé des troupes au début de l'année 1170, se rendit à Kiev. Gleb Iourievitch, incapable de se défendre et manquant du soutien de la population locale, se rendit à Pereyaslav et demanda l'aide des Polovtsiens, tandis que son adversaire entrait dans la ville. Cependant, le séjour de Mstislav à Kiev s'avèra être de courte durée. Une fois de plus, après avoir laissé la table du Grand Prince pour obtenir de nouvelles troupes en Volhynie, Mstislav tomba malade et mourut. Son travail fut poursuivi par ses cousins - les princes Rostislavichi.
Essayant de soumettre définitivement Kiev, André Bogolioubski envoya une énorme armée à l'époque (50 000 soldats). Dans la nuit du 19 décembre 1173, près de Vychhorod, cette armée fut complètement vaincue par les Ukrainiens sous le commandement de Mstislav Rostyslavych (en) et du prince de Lutsk Iaroslav Iziaslavitch, qui devint alors le Grand Prince de Kiev.
En 1174, à la suite de dissensions internes, des conspirateurs (menés par le boyard Petr Kuchka) tuèrent André Bogolioubski à Suzdal. Après plusieurs années de lutte, le frère de ce dernier, Vsevolod le Grand Nid, monta sur le trône. Vsevolod concentra ses efforts sur les affaires intérieures et ne s'immisça pas dans les affaires de Kiev.
Bien que l'ingérence directe des princes de Souzdal dans les affaires ukrainiennes ait cessé à la mort d'Andreï, son successeur, Vsevolod, n'eut de cesse de monter les princes les uns contre les autres.

## Conséquences
Après le terrible pillage de 1169, la ville de Kiev perdit de son importance en tant que capitale de l'ancien État de Kiev. Bien que la lutte interprovinciale pour Kiev ait continué jusqu'à la campagne tatare de 1240.
Pendant cent ans, depuis la mort de Vsevolod II 1146, il y eut à Kiev : 47 règnes, 24 princes de 7 lignées et 3 dynasties ; dont un fut au pouvoir 7 fois, 5 d'entre eux - 3 fois, 8 d'entre eux - deux fois. Selon la durée du règne : un - 13 ans, un - 6 ans, deux - 5 ans, 4 - 4 ans, 3 - 3 ans, 7 - 2 ans et 36 - 1 an.
La Grande Principauté devint simplement un nom. Après s'être emparés de Kiev, les princes négocièrent avec d'autres prétendants et leur cédèrent des terres, leur donnant une ville après l'autre, pour finalement laisser Kiev presque sans terre.
Au même moment, une nouvelle menace se profilait à l'est - la Horde d'or. Après la réunion des princes à Kiev, le prince galicien et gendre du khan polovtsien, Köten Mstislav Mstislavich persuada les princes de Kiev et de Tchernihiv d'agir ensemble contre les Mongols - les "Tatars". Iouri Vsevolodovitch, grand prince de Souzdal, ne se joignit pas à la marche, envoyant officiellement à l'aide de l'armée de la Rus' son neveu, le prince Vassili Konstantinovitch de Rostov, qui tarda toutefois à rejoindre les principaux groupes. La plupart des princes et leur armée moururent lors de la bataille de la Kalka. Après cela, le royaume de Ruthénie (royaume de Galicie-Volhynie) se déclara comme le successeur de l'État de Kiev. Au tournant de 1239-1240, Kiev était déjà sous la domination du Grand Prince de Kiev Daniel Romanovitch. Cependant, la ville ne se remettra pas des pillages, même soixante-dix ans plus tard. Comme l'écrit le chroniqueur : "Souzdal a tellement détruit Kiev en 1169 que les Tatars n'avaient rien à détruire en 1240".
Michel Vsevolodovitch de Tchernigov fut prince de Kiev pendant un certain temps, mais il fut ensuite tué par les Tatars pour désobéissance publique. En revanche, Iaroslav Vsevolodovitch, prince de la région de Vladimir-Souzdal, fut l'un des premiers princes de la tradition de Kiev à recevoir le l'approbation du khan, reconnaissant ainsi l'homme d'État de la Horde comme suzerain. En 1243, il reçut l'approbation de la grâce du khan pour la grande principauté de Kiev, mais ne se rendit pas à Kiev où il installa un boyard adjoint à la place. Il ne se soucia pas du tout des affaires de la lointaine région de Kiev, et c'est pour cette raison qu'il reçut une autre étiquette, plus commode, en 1246 - cette fois pour le grand règne de Vladimir. Il mourut subitement la même année (probablement empoisonné dans la Horde).